# Tatarstan
Tatarstan, Republika Tatarstanu (ros. Респу́блика Татарста́н; tatar. Татарстан Республикасы) – podmiot (republika) Federacji Rosyjskiej wchodząca w skład Nadwołżańskiego Okręgu Federalnego.

## Geografia
Republika położona jest ok. 800 km na płd.-wsch. od Moskwy, między Wołgą i Kamą; na wschodzie sięga do Uralu.
- Powierzchnia: 67 800 km²
- Granice zewnętrzne Republiki (obwody i republiki Federacji Rosyjskiej, z jakimi graniczy Tatarstan):
  - Obwód kirowski (N),
  - Udmurcja (N/NE),
  - Baszkiria (E/SE),
  - Obwód orenburski (SE),
  - Obwód samarski (S),
  - Obwód uljanowski (S/SW),
  - Czuwaszja (W),
  - Mari El (W/NW).
- Najwyższy punkt: 343 m n.p.m.
- Maksymalna długość N → S: 290 km.
- Maksymalna długość E → W: 460 km.

### Strefa czasowa
Tatarstan należy do moskiewskiej strefy czasowej (MSK). UTC +3:00 przez cały rok. Wcześniej, przed 27 marca 2011 roku, obowiązywał czas standardowy (zimowy) strefy UTC+3:00, a czas letni – UTC+4:00.

### Złoża naturalne
Głównymi zasobami Tatarstanu są: ropa naftowa, gaz ziemny i gips. Złoża ropy Tatarstanu oceniane są na 1 mld ton.

### Klimat
- Średnie temperatury stycznia: –16 °C
- Średnie temperatury lipca: +19 °C
- Średnia roczna suma opadów: ponad 500 mm/m²

## Podział administracyjny

Podział administracyjny Tatarstanu

Tatarstan jest podzielony na 43 rejony, w ramach których istnieje 908 sielsowietów (administracji wiejskich). 14 największych miast kraju nie wchodzi w skład żadnego rejonu, stanowiąc miasta wydzielone.
Rejony
- Agryski
- Aksubajewski
- Aktanyski
- Aleksiejewski
- Alkiejewski
- Almietjewski
- Apastowski
- Arski
- Atniński
- Aznajewski
- Bałtasiński
- Bawliński
- Bugulmiński
- Buiński
- Czeriemszański
- Czystopolski
- Drożżański
- Jełabuski
- Jutaziński
- Kajbycki
- Kamsko-Ustiński
- Kukmorski
- Leninogorski
- Łaiszewski
- Mamadyski
- Miendielejewski
- Mienzieliński
- Myslumowski
- Niżniekamski
- Nowoszeszmiński
- Nurłacki
- Piestrieczyński
- Rybno-Słobodzki
- Sabiński
- Sarmanowski
- Spaski
- Tietiuski
- Tiulaczyński
- Tukajewski
- Wierchnieusłoński
- Wysokogorski
- Zaiński
- Zielenodolski

Miasta wydzielone
- Almietjewsk
- Aznakajewo
- Bawły
- Bugulma
- Buinsk
- Czistopol
- Jełabuga
- Kazań
- Leninogorsk
- Nabierieżnyje Czełny
- Niżniekamsk
- Nurłat
- Zainsk
- Zielenodolsk

## Demografia
Około 70% ludności Tatarstanu urodziło się na terenie Republiki, z tego 53,2% to Tatarzy, a 39,7% Rosjanie. Zamieszkują oni 21 miast i 22 osiedla typu miejskiego oraz 3081 innych zamieszkanych osad (2002). Wśród wyznań dominuje prawosławie (ok. 40%) i islam sunnicki (ok. 30%). Republika ma 2 języki urzędowe – rosyjski i tatarski. Mimo starań władz Republiki, aby w latach 2000–2010 stopniowo wprowadzać alfabet łaciński zamiast cyrylicy do języka tatarskiego – Sąd Najwyższy Federacji Rosyjskiej w 2002 zakazał używania alfabetów niecyrylickich dla języków tzw. mniejszości wewnętrznych (wyjątek stanowi język karelski posiadający literaturę pisaną z okresu przedrosyjskiego w alfabecie łacińskim). Było to wymierzone właśnie w dążenia Tatarstanu.
- Ludność: 3 779 265 (2002)
  - Ludność miejska: 2 790 661 (73,8%)
  - Ludność wiejska: 988 604 (26,2%)
  - Mężczyźni: 1 749 050 (46,3%)
  - Kobiety: 2 030 215 (53,7%)
- K/M: 1,161
- Średni wiek: 36.5 roku
  - Średni wiek w miastach: 35,7 roku
  - Średni wiek na wsi: 38,7 roku
  - Średni wiek mężczyzn: 33,8 roku
  - Średni wiek kobiet: 38,8 roku

## Historia

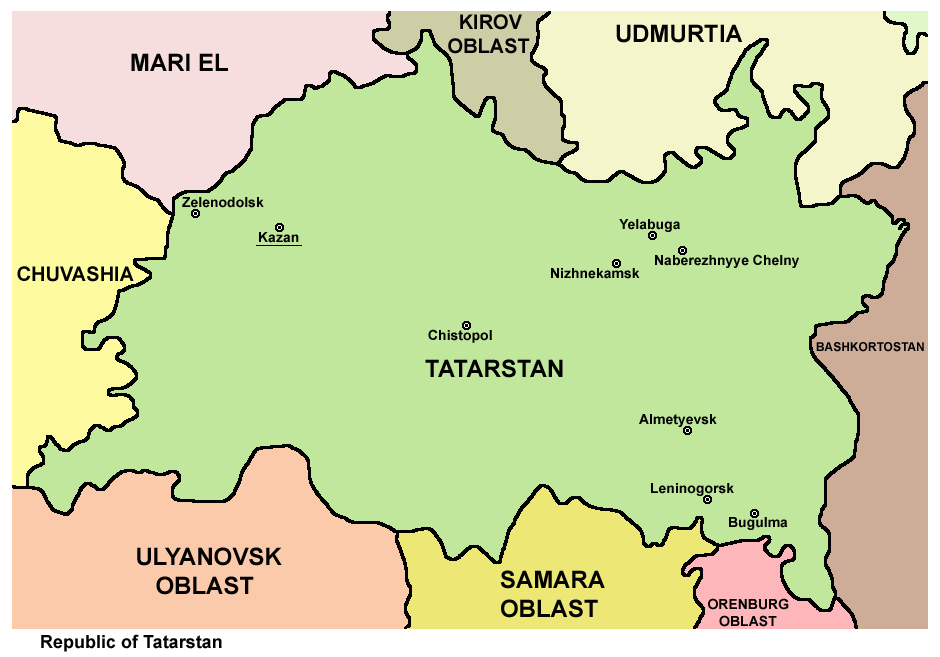

### Średniowiecze
Państwo tatarskie powstało w IX wieku jako Bułgaria Wołżańsko-Kamska. Mieszkańcy tego kraju przyjęli islam około 922. W 1230/1240 państwo zostało podbite przez Mongołów – wtedy mieszkańcy zostali nazwani przez najeźdźców Tatarami. W latach trzydziestych XV wieku ziemie te stały się częścią Chanatu Kazańskiego. Gdy w latach pięćdziesiątych XVI wieku car Iwan IV Groźny podbił chanat, wcielił do Rusi również ziemie tatarskie, a część Tatarów zmuszona została do przejścia na chrześcijaństwo (obecnie chrześcijańscy Tatarzy uważają się za odrębny naród). Car Iwan jest do dziś dnia znienawidzoną postacią w wielu kręgach tatarskich. W 1593 wyburzono na tym obszarze wszystkie meczety. Zakaz budowy nowych meczetów został zniesiony dopiero przez carycę Katarzynę II, a pierwszy meczet wybudowano dzięki jej wsparciu w latach 1766–1770. Do dziś uznawana jest ona za jednego z najbardziej protatarskich rządców Rosji.

### XIX–XX wiek
W XIX wieku powstała na terenie Tatarstanu nowa koncepcja religijna – euroislam, która zakłada wysoki poziom tolerancji religijnej. Do dziś Tatarzy uchodzą za najbardziej umiarkowanych muzułmanów, a władze słyną z popierania kultu religijnego wszystkich religii i wyznań. Na przełomie XIX i XX wieku zaczął tworzyć się ruch narodowy skupiony wokół ruchu Wäisi. Wäisi łączyli islam z socjalizmem i nawiązali współpracę z rosyjskimi socjalistami, socjaldemokratami i komunistami tworzącymi antycarską opozycję. W trakcie wojny domowej w Rosji 1918-1920 Tatarzy stanęli po wszystkich trzech stronach barykady („Biali”, „Czerwoni”, nacjonaliści panuralscy). Po zdławieniu ostatniego oporu przez Armię Czerwoną utworzono Tatarską Autonomiczną Socjalistyczną Republikę Radziecką, co miało oficjalnie miejsce 27 maja 1920. W granicach Republiki nie znaleźli się wówczas Tatarzy Wołżańscy, a wiele ziem etnicznie tatarskich włączono do Baszkirii. W autonomicznej republice z inicjatywy sprzymierzonych z bolszewikami Wäisi powstały komuny oparte na zasadach socjalizmu islamskiego. Po śmierci Włodzimierza Lenina w 1924 roku, Wäisi wycofali swoje poparcie dla rządu i uznali że islam jest ideą odrębną od komunizmu w wydaniu bolszewickim. W rezultacie ruch naraził się na czystki ze strony administracji Józefa Stalina i został rozbity w latach 30.

### Po rozpadzie ZSRR
Tatarstan ogłosił niepodległość 30 sierpnia 1990, a w 1992 (układ z 31 marca) jako jedna z dwóch republik (obok Czeczenii) nie podpisał umowy federacyjnej z Rosją. 15 lutego 1994 zawarto porozumienie między rządem Rosji i rządem Tatarstanu, na mocy którego Tatarstan stawał się „niepodległym państwem stowarzyszonym z Federacją Rosyjską”. Sformułowanie to zostało uznane przez obie strony, więc formalnie Tatarstan nie był częścią Rosji (miał z nią wspólną strefę ekonomiczno-walutową, armię i politykę zagraniczną), ale faktycznie nią był. W rewizji Konstytucji Tatarstanu dokonanej w roku 2000 Republika uznała się za część Federacji. Obecna autonomia Republiki nieznacznie tylko odbiega od autonomii innych republik. Dzieje się tak pomimo znacznych wpływów przywódców Tatarstanu na Kremlu. Tablice pojazdów zarejestrowanych w Tatarstanie mają oznaczenie 16 w prawym górnym rogu nad flagą Rosji i literami RUS.

## System polityczny
Głową rządu Tatarstanu jest prezydent. W jednoizbowym Narodowym Parlamencie Tatarstanu (Däwlät Sovetı) zasiada 100 parlamentarzystów: 50 z list partyjnych, 50 jako przedstawicieli władz lokalnych. Konstytucja Republiki mówi, że prezydenta wybiera się w wyborach powszechnych, a uprawnieni są wszyscy mieszkańcy Tatarstanu. Te artykuły konstytucji były zawieszone w latach 2004–2011 przez rosyjską „ustawę o powoływaniu gubernatorów, prezydentów i merów w podmiotach Federacji”, która mówi, że prezydent Rosji przedstawia kandydata lokalnemu parlamentowi, a jeśli ten nie zostanie zaaprobowany w dwóch głosowaniach – zostaje mianowany na mocy bezpośredniej decyzji prezydenckiej.

## Gospodarka
Tatarstan jest jednym z najlepiej rozwiniętych gospodarczo regionów Rosji, jest też drugim najbardziej uprzemysłowionym podmiotem Federacji (po obwodzie samarskim). Szczególnie silnie rozwija się ostatnio przemysł petrochemiczny i maszynowy.

## Kultura
W Republice działa 16 teatrów. Rząd prowadzi intensywną odbudowę zabytków sprzed okresu osadnictwa rosyjskiego oraz zabytków religijnych, które zostały niemal w całości zniszczone w czasach sowieckich.

## Uczelnie
- Kazański Uniwersytet Państwowy
- Kazański Państwowy Uniwersytet Medyczny
- Kazański Państwowy Uniwersytet Techniczny
- Rosyjski Instytut Islamski w Kazaniu